# Comporta corredissa

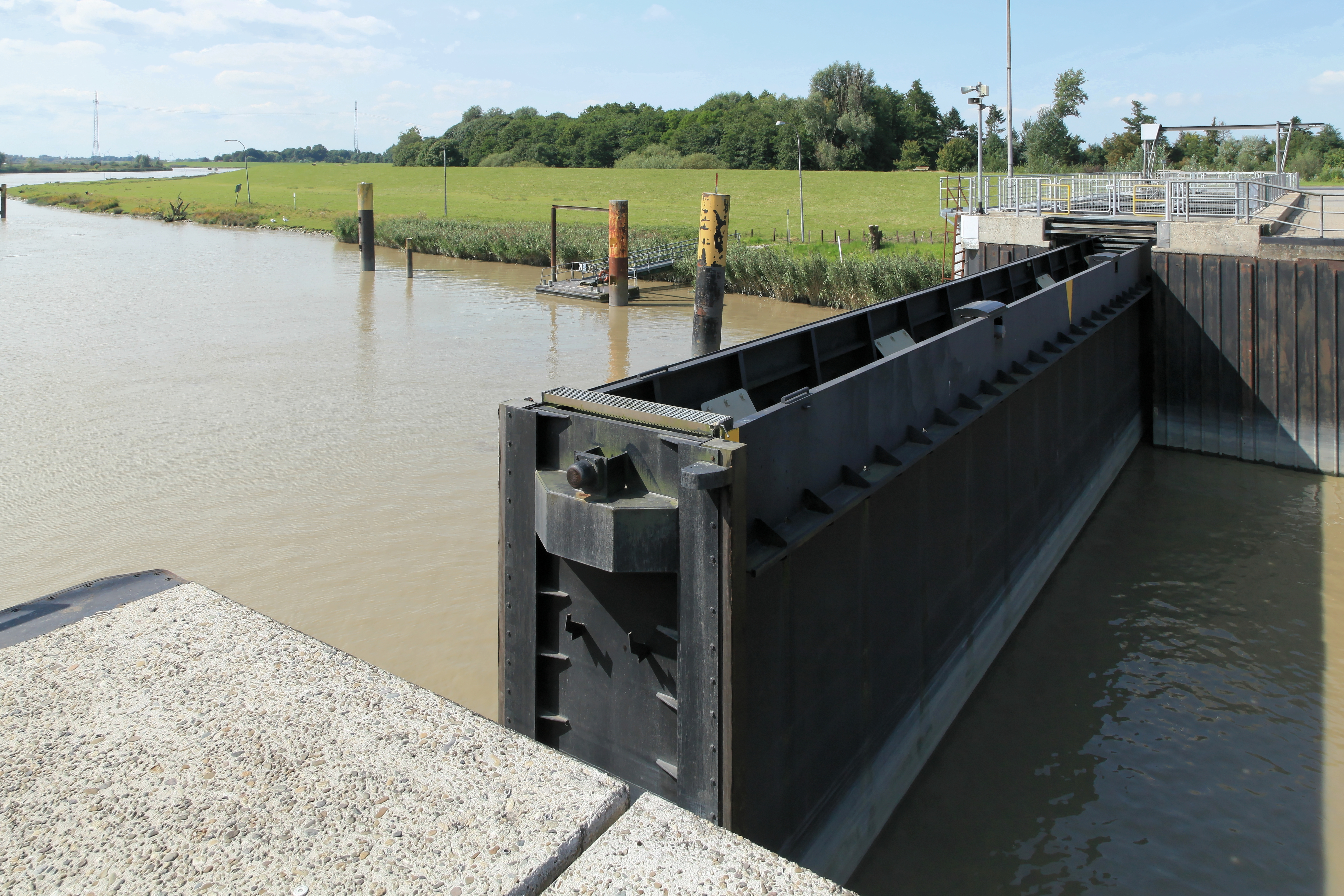
Comporta corredissa tancant-se a Leer (Ostfriesland)

En enginyeria hidràulica, una comporta corredissa és un tipus especial de comporta que s'obre i es tanca seguint una trajectòria horitzontal de forma transversal a la resclosa formant un angle de 90° amb l'eix de la mateixa. El funcionament és molt similar al d'una porta corredissa d'un edifici. És el tipus de comporta que s'ha utilitzat per a les noves comportes de les recloses tipus Neo-Panamax, en l'ampliació del Canal de Panamà inaugurada el 2016.

## Descripció
Una comporta corredissa és un tipus especial de comporta de resclosa que s'obre i es tanca horitzontalment i lateralment perpendicular a l'eix de la resclosa. Aquest tipus de comporta consta de dues peces unides formant un calaix metàl·lic que es buida perquè tingui una mica de flotabilitat que es poden desplaçar en una ranura acanalada. El cos que segella la resclosa, visible a la foto avança fins a topar amb la paret oposada segellant la resclosa. Les comportes corredisses poden obstruir l'aigua cap a ambdós costats. En omplir la resclosa amb aigua mitjançant vàlvules, la pressió sobre les comportes canvia de manera que es poden obrir i tancar tant contra el corrent com a favor del corrent. Les comportes corredisses poden estar fetes de fusta, ferro o acer.

## Funcionament
En general, s'instal·la per tancar una cambra de resclosa molt ampla i particularment gran i consisteix en una estructura d'acer autoportant similar a un vagó de tren que corre sobre rails a partir d'un allotjament construït a un lateral de la resclosa., i des d'aquest allotjament surt transversalment a l'eix de la resclosa fins a tancar-la. Uns sistemes de segellat especials garanteixen una baixa pèrdua d'aigua durant el bloqueig a la posició extrema.

## Comportes de resclosa
- Comporta enlairable com a panell de protecció amb moviment vertical cap amunt en la direcció del nivell de la comporta.
- Comporta abatible com una comporta de resclosa d'un sol full amb eix horitzontal de rotació unit a la part inferior de la cambra de la resclosa.
- Comporta de segment l com una presa que es pot girar al voltant dun eix horitzontal amb una comporta circular-cilíndrica.
- Comporta mitral que consta de dues ales (poques vegades només una ala) amb un eix vertical de rotació.

## Galeria

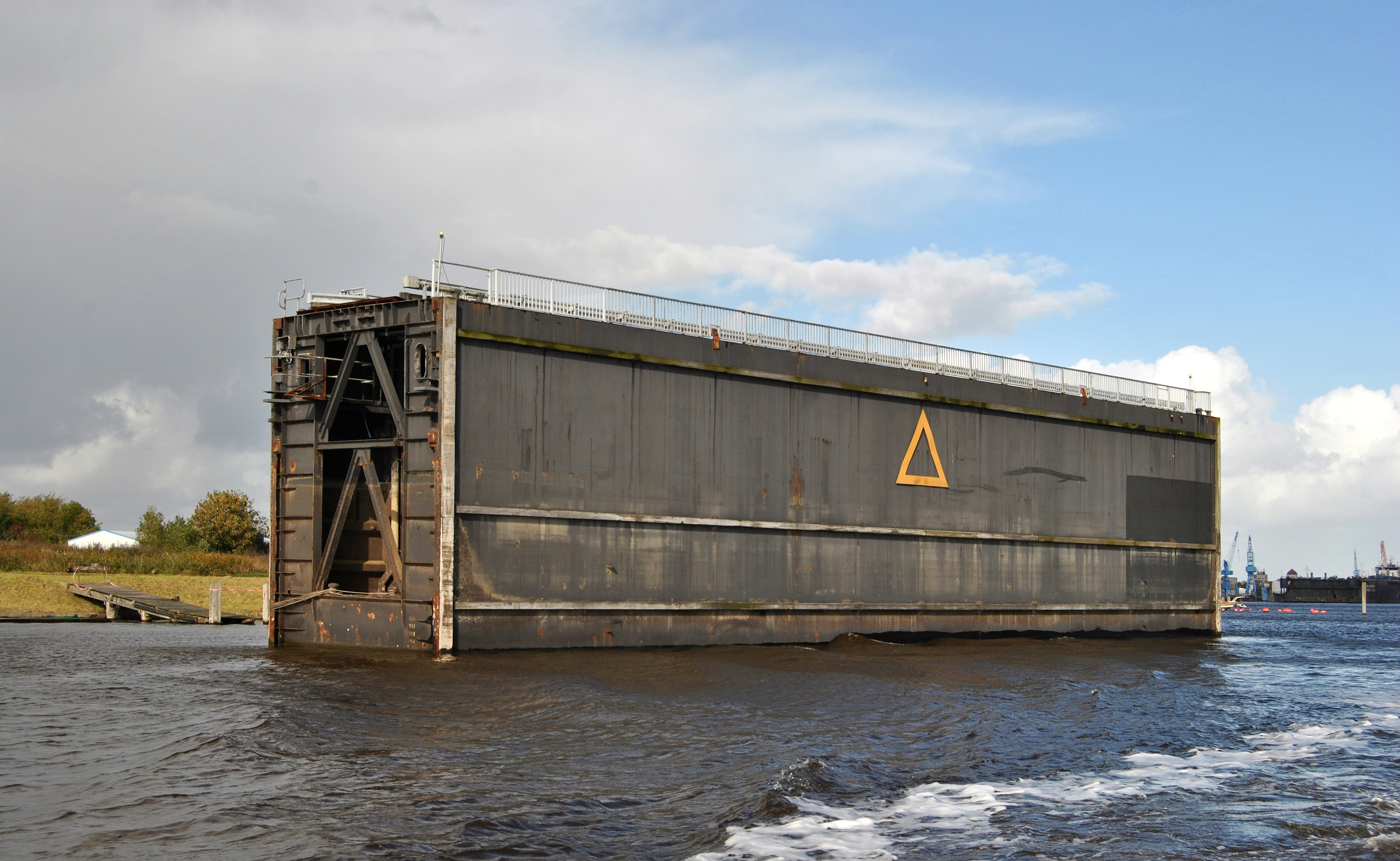
Comporta corredissa desmuntada
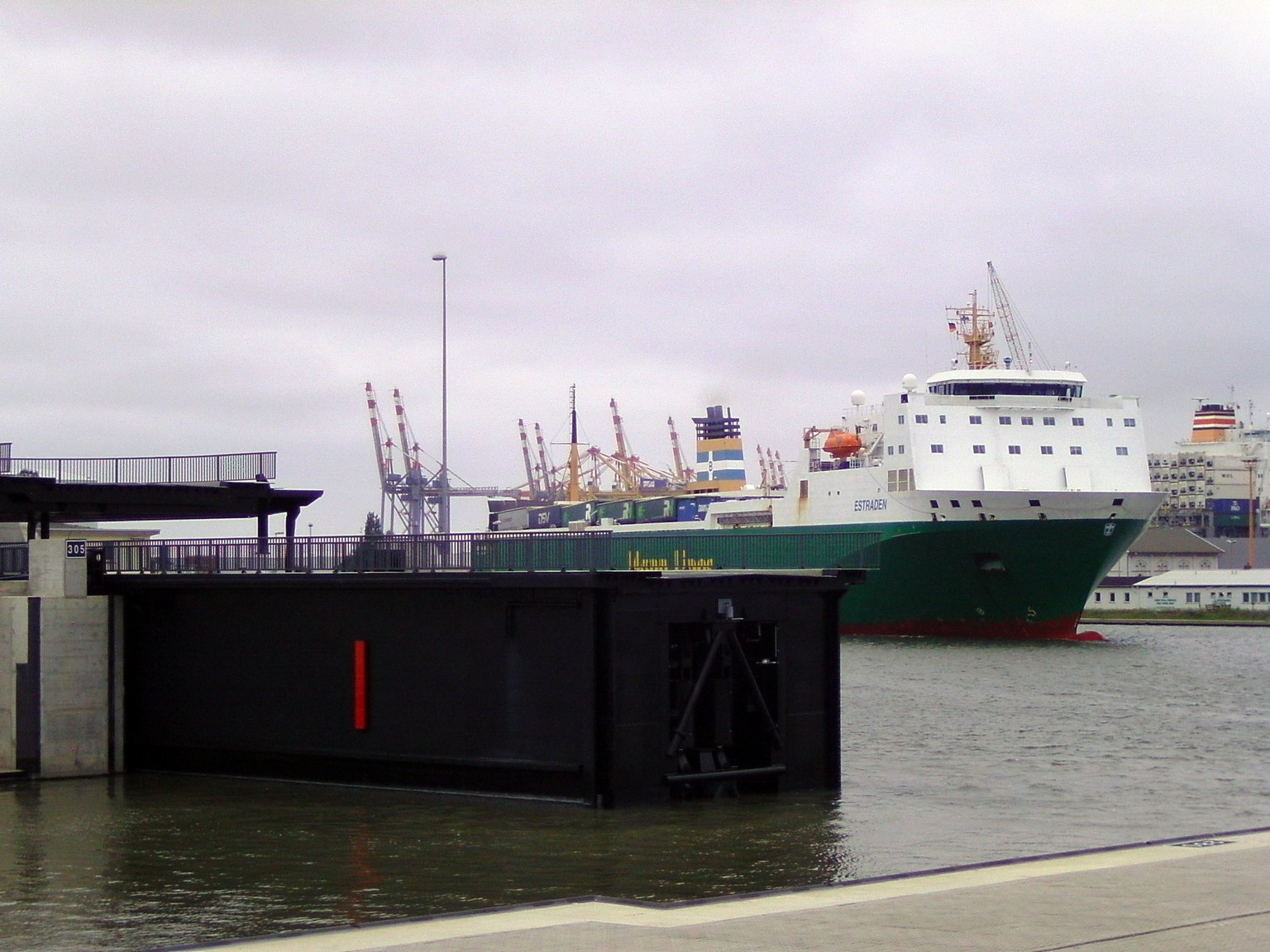
Comporta corredissa obrint-se Kaiserschleuse, Bremerhaven
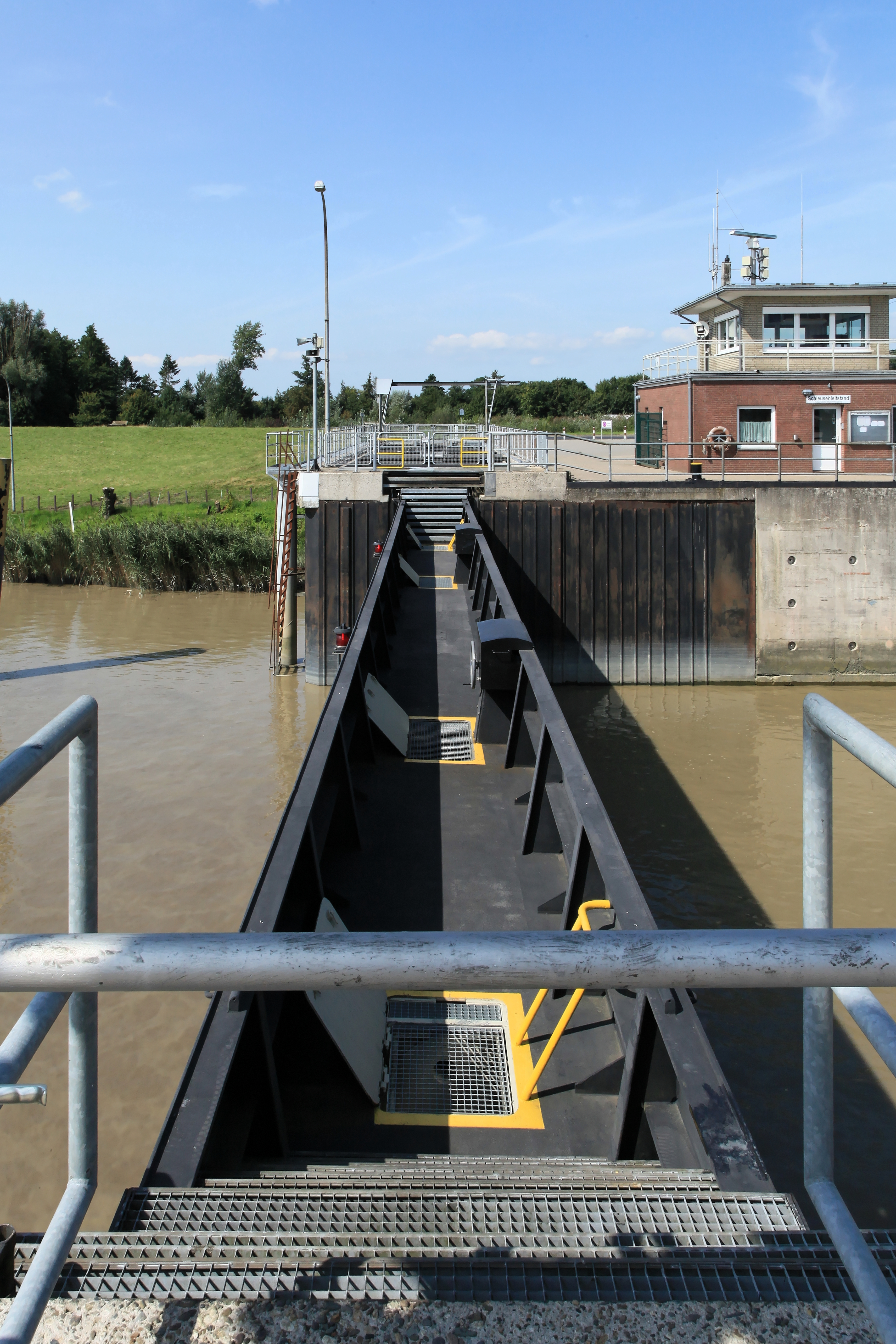
Resclosa de mar a Leer
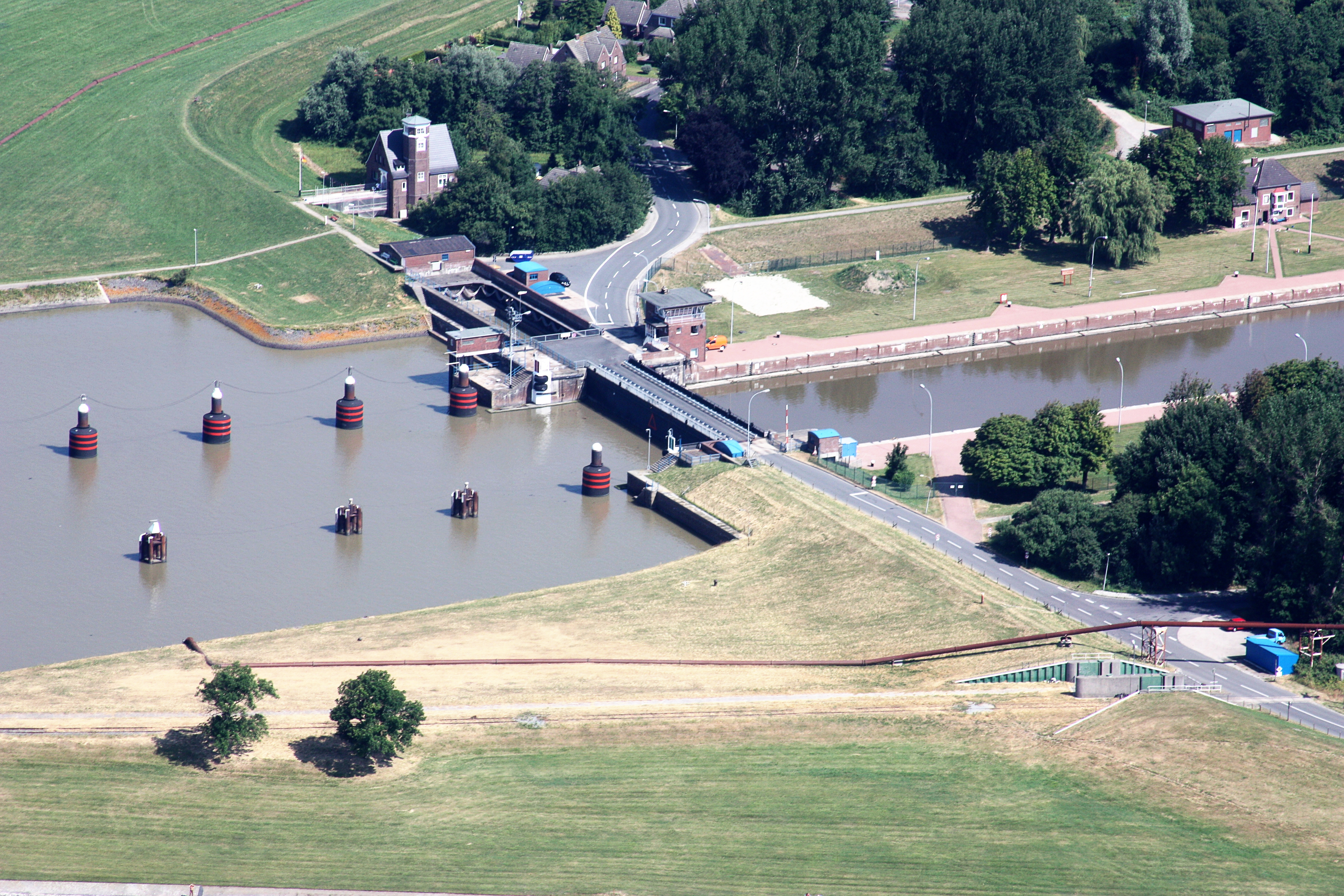
Gran resclosa marina a Emden